# アセチルアセトン
アセチルアセトン (acetylacetone) は化学式 C5H8O2 で表される有機化合物である。ジケトンの一種で、IUPAC名は 2,4-ペンタンジオンである。その共役塩基、アセチルアセトナート（略号 acac）は二座配位子として重要で、さまざまな金属錯体が知られる。消防法に定める第4類危険物 第2石油類に該当する。
芳香を持つ無色透明の液体で、水には溶けにくいが有機溶媒には混和する。

## 性質
溶液中では、ケト体とエノール体が異性体として存在している。エノール体が C2v 対称分子として存在しており、下の平衡式が成立することがマイクロ波分光法などにより証明された。エノール体の水素結合により、2つのカルボニル基間の反発力は低減している。気相での平衡定数は11.7である。液相での平衡定数は、非極性溶媒中の方がより大きな平衡定数となる傾向にある。例を挙げるとシクロヘキサン中 42、トルエン中 10、THF中 7.2、ジメチルスルホキシド中 2、水中 0.23 である。

## 合成
工業的には、酢酸イソプロペニルの熱転位により生産されている。
{\displaystyle {\ce {CH2(CH3)COC(O)Me -> MeC(O)CH2C(O)Me}}}
研究室レベルでは、大きく分けて2つの合成法が存在する。ひとつめは、アセトンと無水酢酸を三フッ化ホウ素を触媒として反応させると生成するというものである。
{\displaystyle {\ce {(CH3CO)2O\ + CH3C(O)CH3 -> CH3C(O)CH2C(O)CH3}}}
ふたつめは、アセトンと酢酸エチルとのアルカリ触媒による縮合、続くプロトン化により生成するというものである。
{\displaystyle {\ce {NaOEt\ + EtO2CCH3\ + CH3C(O)CH3 -> NaCH3C(O)CHC(O)CH3\ + 2EtOH}}}
{\displaystyle {\ce {NaCH3C(O)CHC(O)CH3\ + HCl -> CH3C(O)CH2C(O)CH3\ + NaCl}}}
このように合成が簡単であるため、様々な誘導体が合成されている。例として{\displaystyle {\ce {C6H5C(O)CH2C(O)C6H5 (dbaH)}}} や {\displaystyle {\ce {(CH3)3CC(O)CH2C(O)CC(CH3)3}}} などがある。またヘキサフルオロアセチルアセトンは様々な金属錯体を形成することで知られている。

## アニオンとしてのアセチルアセトン
アセチルアセトンの共役塩基は C5H7O−
2 で、アセチルアセトナートと呼ばれる。実際には溶液中で単独のイオンとはならず、Na+ などの対応するカチオンと結合した状態となる。しかしフリーなアニオンが存在するという前提で議論されることが多い。ナトリウムアセチルアセトナートは、アセチルアセトンを水－メタノールの混合溶媒中で水酸化ナトリウムと反応させることで得られる。

## 錯体化学

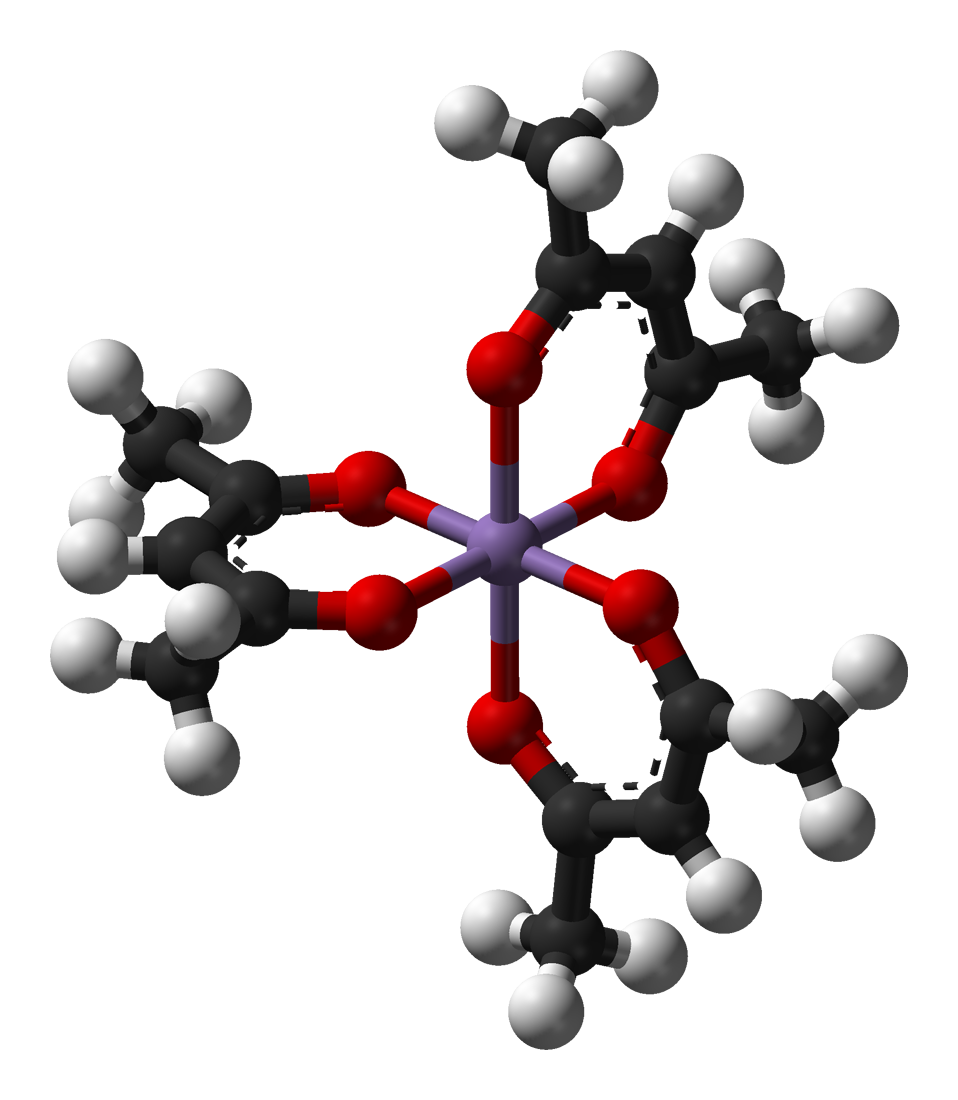
Λ-Mn(acac)_{3} の分子模型

アセチルアセトナートは、2つの酸素原子を介して多くの遷移金属イオンと六員環を形成しながら結合する。例としては Mn(acac)3、VO(acac)2、Cu(acac)2、 Fe(acac)3、そして Co(acac)3 などが挙げられる。M(acac)3 の形式の錯体は全て、鏡像異性体が存在する。また中心金属の酸化度を電気化学的に変化させることで錯体量も減少するが、その減少速度は溶媒量と中心金属の種類に依存する。2つ、もしくは3つ配位した錯体、M(acac)2 および M(acac)3 は、対応するハロゲン錯体とは対照的に、一般的に有機溶媒に可溶である。このため、アセチルアセトン錯体は触媒や反応試薬の前駆体として広く用いられる。他にもNMRシフト試薬、有機合成における遷移金属触媒、工業的なヒドロホルミル化触媒の前駆体などとして用いられる。

### 金属錯体の例
アセチルアセトン銅(II)
Cu(acac)2 は Cu(NH3)2+
4 の水溶液をアセチルアセトンで処理することで得られるが、市販もされている。カップリング反応やカルベン転位反応を触媒する。
アセチルアセトン銅(I)
2価の錯体とは異なり、空気に弱いオリゴマーである。マイケル付加の触媒となる。
アセチルアセトンマンガン(III)
Mn(acac)3 は1電子酸化剤であり、フェノール類の酸化的カップリング反応によく用いられる。アセチルアセトンと過マンガン酸カリウムとを直接反応させることにより得られる。その電子構造を見ると、Mn(acac)3 は高スピン化合物である。8面体構造がゆがんだ構造をとるが、これはヤーン・テラー効果による幾何学的なひずみを反映している。
アセチルアセトンニッケル(II)
ニッケルの場合は Ni(acac)2 ではなく[Ni(acac)2]3 、すなわち 3量体として存在している。ベンゼンに可溶なエメラルドグリーンの固体であり、0価のニッケル錯体を合成する際に前駆体として広く用いられる。空気中に晒すと、3量体が粉っぽい緑色の単量体1水和物に変化する。

### 炭素を用いた結合
C5H7O−
2 は、ある条件下で中心の炭素原子を介して金属と結合を作ることがある。この結合様式は3列目の遷移金属である Pt2+ や Ir3+ などによく見られる。Ir(acac)3 とルイス塩基が付加したIr(acac)3L（L = アミン）は1つの炭素-金属結合が存在する。IRスペクトルに注目したとき、酸素-金属結合を持つアセチルアセトン金属錯体では、CO の振動数は 1535 cm-1 と比較的小さなエネルギーに対応している。しかし炭素-金属結合を持つアセチルアセトン金属錯体では、カルボニルの C=O 結合が通常と同じ幅で振動するため、1655 cm-1 と比較的大きな値となる。

## 他の反応
脱プロトン化
非常に強い塩基を反応させると、C3→C1の順に2つの脱プロトン化が起こる。その結果、C1部位にアルキル基が導入された化合物が得られることがある。
ヘテロ環式化合物の合成
ヘテロ環式化合物の原料として広く用いられる。ヒドラジンと反応するとピラゾールを生成し、尿素と反応するとピリミジンを生成する。
イミンの合成
アミンと縮合し、カルボニル酸素がイミノ窒素 NR（R = アリール、アルキル）で置き換えられたモノ−あるいはジ−ジケトイミンが生成する。
酵素的分解
酵素アセチルアセトンジオキシゲナーゼによりアセチルアセトンの炭素-炭素結合が切断され、酢酸と 2-オキソプロパナールが生成する。この酵素は Fe2+依存的であるが、亜鉛にも結合すると考えられている。アセチルアセトンの酵素分解はバクテリアの一種 Acinetobacter johnsonii により確認された。
{\displaystyle {\ce {C5H8O2 + O2 -> C2H4O2 + C3H4O2}}}
アリル化
アセチルアセトンはハロゲン置換された安息香酸と反応し、炭素-炭素結合が生成する。この反応は銅が触媒となる。
{\displaystyle {\ce {2-BrC6H4CO2H + NaC5H7O2 -> 2-((CH3CO)2HC)-C6H4CO2H + NaBr}}}